# Pierre-François Percy

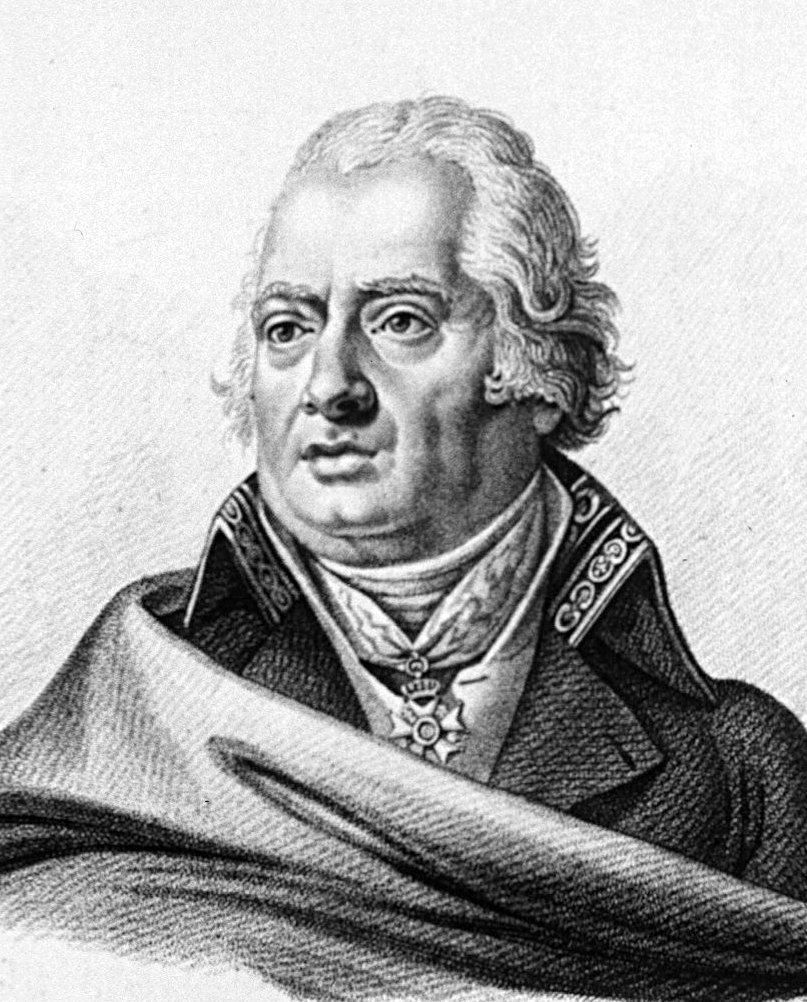
Pierre-François Percy

Pierre-François Percy (* 28. Oktober 1754 in Montagney/Franche-Comté; † 18. Februar 1825 in Paris) war ein französischer Chirurg und Militärarzt. Er war Chef-Chirurg von Napoleon Bonaparte.

## Leben und Wirken
Percy, Sohn eines Militärchirurgen, studierte u. a. Mathematik und Medizin (Chirurgie) in Besançon (Département Doubs) und bildete sich nach erfolgreichem Abschluss seines Studiums und der 1775 erfolgten Promotion bei Antoine Louis in Paris weiter. 1776 erhielt er eine Anstellung als Hilfschirurg in der königlichen Armee.
Er machte schon früh die Bekanntschaft von Napoleon, der sich immer sehr an dessen Arbeit interessiert zeigte. Percy nahm an vielen Schlachten der Revolutions- und Koalitionskriege teil. Er entwickelte als Chef des französischen Militärsanitätswesens eine neue Art des Transports von Verwundeten und versuchte auch mit Erfolg die Arbeit der Ärzte auf dem Schlachtfeld zu verbessern. Einer seiner bekanntesten Kollegen war dabei Dominique Jean Larrey.
Während des fünften Koalitionskrieges (1809) wurde die Beeinträchtigung seiner Sehkraft so groß, dass Percy seine Arbeit niederlegte und die Grande Armée verließ. Sein Nachfolger als „chirurgien en chef“ wurde Nicolas Heurteloup (1750–1812).
Als Napoleon die Insel Elba verließ und dessen „Herrschaft der Hundert Tage“ begannen, schloss sich auch Percy wieder dem Kaiser an. Nach der Schlacht bei Waterloo (18. Juni 1815) gab Percy wiederum alle Aufgaben zurück und zog sich ins Privatleben zurück. Er starb am 18. Februar 1825 in Paris und fand auf dem Cimetière du Père-Lachaise (18. Division) seine letzte Ruhestätte. Sein Grabstein trägt die Aufschrift “Il fut le père des chirurgiens militaires” („Er war der Vater der Militärchirurgen“).

## Ehrungen
- 1807 Kommandeur der Ehrenlegion[2]
- 1809 Baron de l’Émpire
- 1814 Russischer Orden der Heiligen Anna
- 1814 Roter Adlerorden
- Das Militärkrankenhaus Percy in Clamart (Département Hauts-de-Seine) wurde nach ihm benannt.
- Sein Name findet sich am nördlichen Pfeiler (10. Spalte) des Triumphbogens am Place Charles-de-Gaulle (Paris)

## Schriften (Auswahl)
- Journal des campagnes du Baron Percy, chirurgien en chef de la Grande Armée (1754–1825) (Bibliothèque Napoléonienne). Tallandier, Paris 2002, ISBN 2-84734-025-4 (Nachdr. d. Ausg. Paris 1904).
  - deutsche Übersetzung: Feldzugs-Journal des Baron Percy, Chef-Chirurg der Großen Armee (1754–1825). Verlag Schmidt & Günther, Leipzig 1906 (2 Bde.; übersetzt von Beppina von Weinbach).
- Manuel du chirurgien d’armée, ou instruction de chirurgie militaire. Méquignon l’aîné, Paris 1792. (Digitalisat) Germer Baillière, Paris 1830. (Digitalisat)
  - Thomas Lauth (Übersetzer). Vom Ausziehen fremder Körper aus Schußwunden. Eine von der K. Französischen Akademie der Wundärzte zu Paris 1788 gekrönte Preisschrift von Herrn Percy … Straßburg 1789 (Digitalisat)
- Pyrotechnie chirurgicale-pratique, ou l’art d’appliquer le feu en chirurgie. Collignon, Metz 1794. (Digitalisat)
  - Chirurgisch-Praktische Pyrotechnie oder die Kunst das Feuer in der Wundarzneikunst anzuwenden. Von Bürger Percy, oberstem Wundarzte der Mosel-Armee. Im Auszuge. Wolf, Leipzig 1798 (Digitalisat)
- Artikel Moxibustion. In: Dictionnaire des sciences médicales. Panckoucke, Paris 1819, Bd. 34, S. 474–492. (Digitalisat)